# Mărcevo, Montana
Mărcevo (în bulgară Мърчево) este un sat în comuna Boicinovți, regiunea Montana,  Bulgaria. 

## Demografie
Componența etnică a satului Mărcevo
     Bulgari (83,69%)
     Romi (11,75%)
     Nicio identificare (4,07%)
     Altele (0,47%)
La recensământul din 2011, populația satului Mărcevo era de 834 locuitori. Din punct de vedere etnic, majoritatea locuitorilor (83,69%) erau bulgari, cu o minoritate de romi (11,75%). Pentru 4,07% din locuitori nu este cunoscută apartenența etnică.